# Clan MacLeod
MacLeod [məˈklaʊd] („Sohn des Leod“) ist der Name eines schottischen Clans, der von den Äußeren Hebriden stammt und dessen Mitglieder auch auf der Isle of Skye und an einigen Küstengebieten der Highlands angesiedelt sind.

## Geschichte
Stammvater des Clans ist Leod (altgälisch Leòid), der Nachkomme eines norwegischen Königs des 13. Jahrhunderts. Von Leods beiden Söhnen, Tormod und Torquil, stammten zwei Unterzweige ab, die gewöhnlich Clan Tormod und Clan Torquil genannt werden. Die Tormods, die sich selbst als die MacLeods von MacLeod bezeichneten und von Harris und Skye kamen, kämpften mit Robert the Bruce bei Bannockburn. Ihr Stammsitz befindet sich in Dunvegan Castle auf Skye und wird seit dem 13. Jahrhundert von der Familie bewohnt. 
Die erste schriftliche Erwähnung des Clans (und zwar der Tormods) erfolgte erst 1343. Die Tormods verloren 1651 Hunderte Clanangehörige, als sie die Stuarts bei Worcester unterstützten; als Folge blieben sie 1745 beim zweiten Jakobitenaufstand neutral. Die Torquils, die MacLeods von Lewis, unterstützten die MacDonalds und ihren Anspruch auf den Titel des Lord of the Isles („Herr der Inseln“). Bekannt waren sie auch für ausgedehnte innere Streitigkeiten und Fehden mit Nachbarn, die in einer Konfrontation mit der schottischen Krone und den MacKenzies gipfelte – viele Angehörige des Clans kamen in der Folge ums Leben. Später übernahmen die MacLeods von Raasay die Führung über die Torquils und unterstützten unter anderem mit hundert Kämpfern den zweiten Jakobitenaufstand 1745. 1846 war der 11. Laird aus Geldmangel jedoch gezwungen, die Insel Raasay zu verkaufen.
Das Motto der MacLeods lautet Hold fast („Bleibe standhaft“).

## Bilder

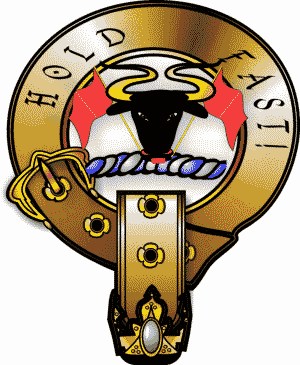
Abzeichen farbig
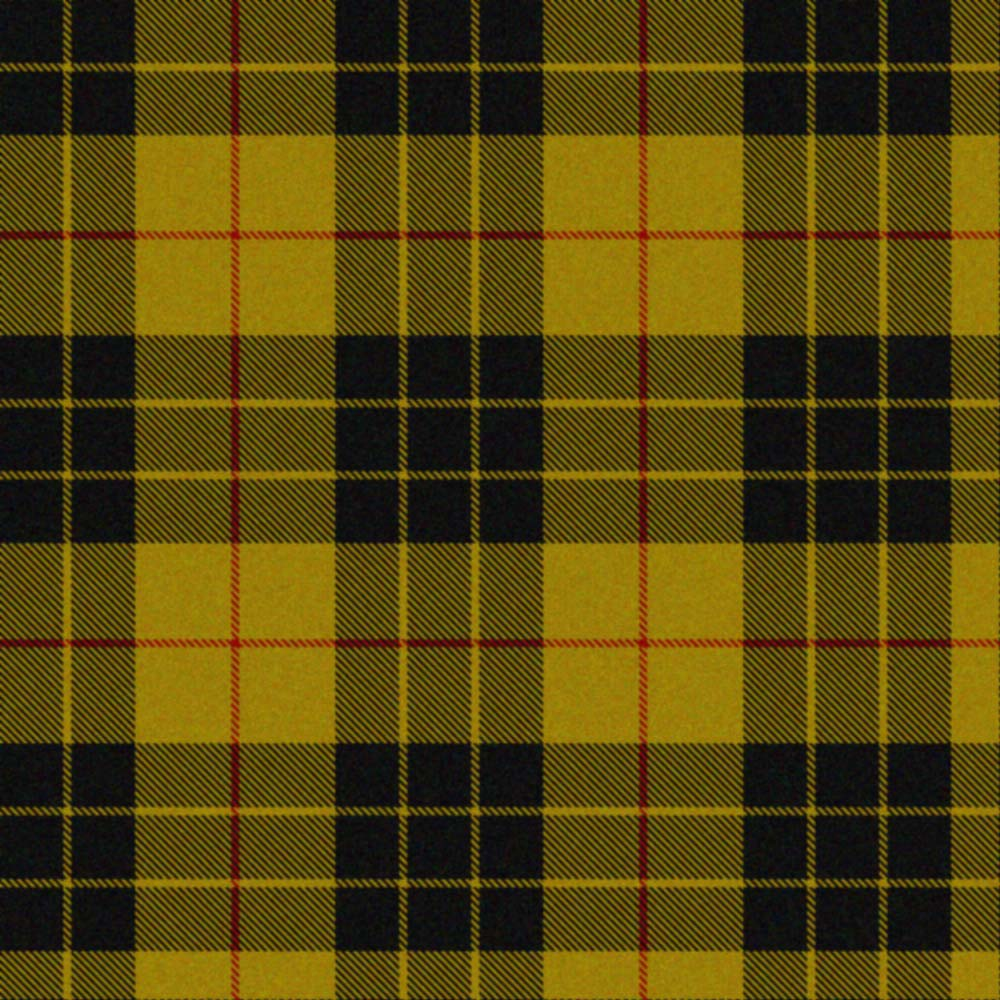
Tartan
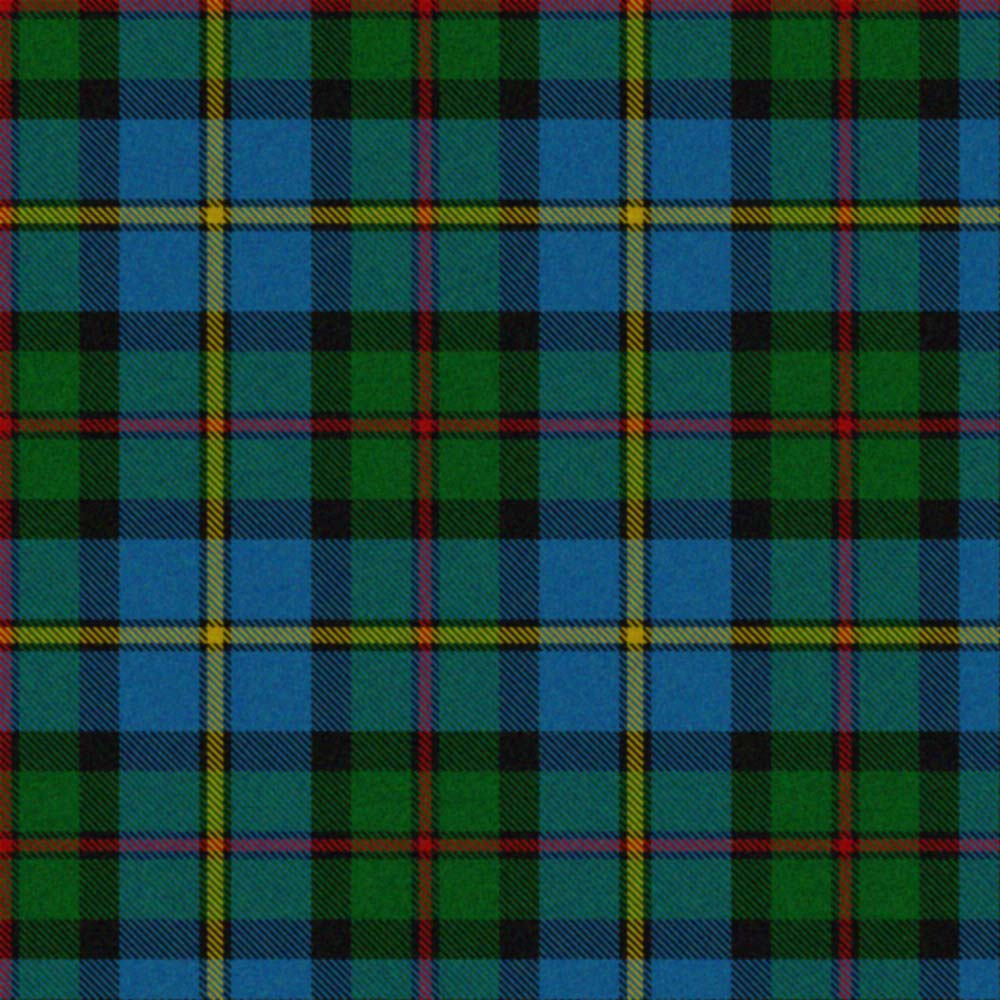
Tartan

## Trivia

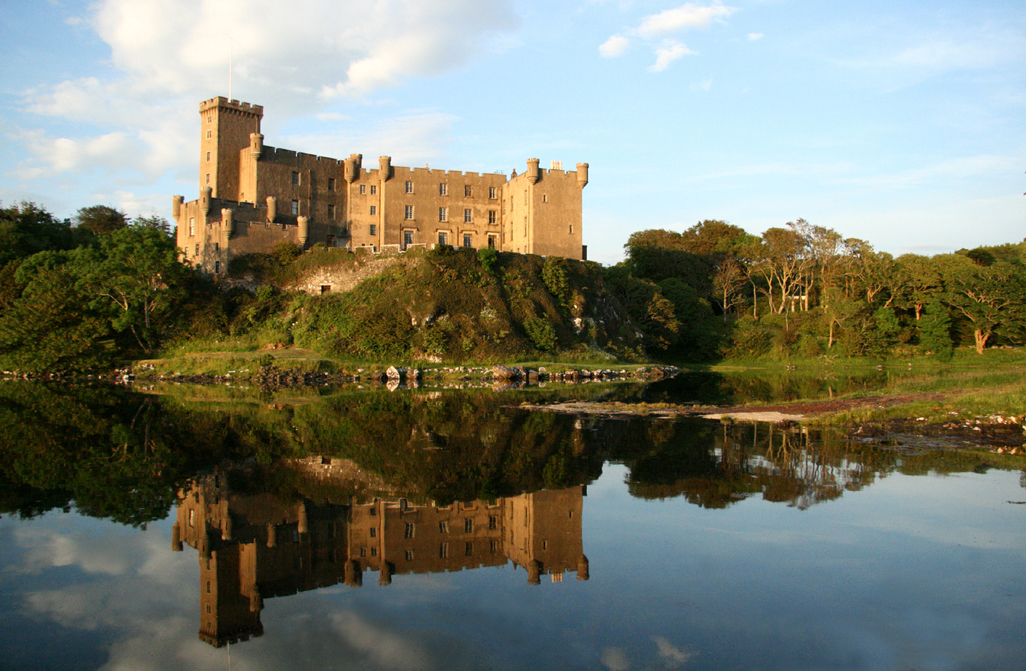
Dunvegan Castle, Hauptsitz der MacLeods

Eine größere Bekanntheit erlangte der Clanname durch den Film Highlander – Es kann nur einen geben (und des sich anschließenden Franchises), in dem der Titelheld, gespielt von Christopher Lambert, Connor MacLeod heißt.
Donald Trump, der Präsident der Vereinigten Staaten, entstammt dem Clan über seine Mutter Mary Anne MacLeod Trump, die in dem Dorf Tong in der Region Lewis geboren wurde.